# Claude Williamson
Claude Berkeley Williamson (18. listopadu 1926 Brattleboro, Vermont – 16. července 2016) byl americký jazzový klavírista.
Než se začal věnovat jazzu, studoval na New England Conservatory of Music; byl ovlivněn Teddym Wilsonem, Alem Haigem a Budem Powellem. V roce 1947 se přestěhoval do Kalifornie, kde nejprve pracoval s Teddym Edwardsem a později s Red Norvem v San Franciscu, v roce 1949 s Charliem Barnetem a následně dva roky s June Christy. Později spolupracoval například s Maxem Roachem a Artem Pepperem. Williamson byl dlouholetým členem Lighthouse All-Stars, kam přišel jako náhrada za Russe Freemana. Zde vystupoval s řadou hudebníků, jako byli Bud Shank, Stan Levey, Bob Cooper, Conte Candoli a Howard Rumsey. V roce 1956 se stal členem kvartetu Buda Shanka. V roce 1968 začal pracovat jako klavírista v pořadech na NBC, nejprve na The Andy Williams Show a později pro Sonny and Cher. V roce 1978 se vrátil zpět k jazzu a vydal řadu alb, převážně pro japonská hudební vydavatelství; doprovázeli jej například Samuel Jones a Roy Haynes. V roce 1995 nahrál v triu nahrávky pro Fresh Sound Records v The Jazz Bakery v Los Angeles.
Jeho mladším bratrem byl trumpetista Stu Williamson.